# Itainópolis
Itainópolis é um município do estado do Piauí. Antes de tornar-se município, Itainópolis era um povoado, chamado Jenipapo, que era pertencente ao município de Picos. Elevado à categoria de município e distrito com a denominação de Itainópolis, pela lei estadual nº 925, de 13 de Fevereiro de 1954. Recebeu o nome de Itainópolis, em virtude d Rio Itaim, que banha a cidade cidade. O topônimo Itaim vêm da Língua tupi-guarani e significa rio das pedras, já o nome Itainópolis é uma aglutinação das palavras Itaim e Pólis, que vêm da Língua grega antiga e era a denominação para o modelo das antigas cidades gregas. O nome de Itainópolis é traduzido em português, como "Cidade do rio das pedras".

## História
Itainópolis cidade pequena e pacata, pertencia ao município de Picos que foi fundada pelos colonizadores portugueses. Foi desmembrada no ano de 1954, através da Resolução Estadual Nº 925 de 12 de fevereiro de 1954, sancionada pelo Governador do Estado Pedro Freitas, formando o atual município de Itainópolis.
A origem do município de Itainópolis é bastante desconhecida, mas acredita-se que o povoado de Itainópolis surgiu ainda no século XIX, quando Manoel de Sousa Martins, o Visconde da Parnaíba que foi governador do Piauí, atraído pelas terras férteis do vale do rio Itaim, instalou ali uma fazenda de gado. Alguns sertanejos, também atraídos pelas terras boas, construíram casas aos arredores da fazenda.
O visconde batizou a fazenda de Jenipapo. Ao ser substituído, em 1844, o visconde retirou a fazenda, mas ficaram os sertanejos. Anos mais tarde, as terras da fazenda foram anexadas ao município de Picos e o povoado Jenipapo continuou ali prosperando. Somente em 1954, ele foi elevado a categoria de cidade com o nome de Itainopólis em homenagem ao rio que banha a cidade, o rio Itaim. É uma região de vegetação predominante a caatinga arbustiva e arbórea.

## Geografia
Localiza-se a uma latitude 07º26'49" sul e a uma longitude 41º28'42" oeste, estando a uma altitude de 200 metros. Sua população em 2010 era de 11.099 habitantes. Possui uma área de 782,84 km².

## Política
Quando o povoado Jenipapo passou à categoria de cidade, o então governador Pedro Freitas, nomeou o senhor Elísio Rodrigues de Araújo para administrar o recém emancipado município, num mandato tampão. Não foi indicado vice, nem foi composta a primeira câmara de vereadores.

### Prefeitos de Itainópolis
- (1954-1955) - Elísio Rodrigues de Araújo (Indicado pelo então governador do Estado).
- (1955-1958) - Álvaro Rodrigues de Araújo.
- (1959-1962) - José de Deus Barros.
- (1963-1964) - Álvaro Rodrigues de Araújo (Cassado por irregularidades).
- (1965-1966) - Raimundo Gonçalves dos Santos (Vice que assumiu após cassação do prefeito).
- (1967-1970) - Pedro Luís Dantas (Vice que assumiu após morte do Prefeito Álvaro Rodrigues de Araújo, eleito para seu 3º mandato, morrer de infarto em 20 de dezembro de 1966).
- (1971-1972) - Antônio Ferreira Lopes.
- (1973-1976) - Antônio Ferreira Dantas Neto.
- (1977-1982) - Francisco de Assis Ulisses Sampaio.
- (1983-1988) - José de Andrade Maia.
- (1989-1992) - José Agnelo Rodrigues de Araújo.
- (1993-1996) - Raimundo Nonato de Andrade Maia.
- (1997-2000) - José de Andrade Maia Filho.
- (2001-2004) - José de Andrade Maia Filho (Reeleito).
- (2005-2008) - Raimundo Nonato de Andrade Maia.
- (2009-2012) - Raimundo Nonato de Andrade Maia. (Reeleito).
- (2013-2016) - Paulo Lopes Moreira.
- (2017-2020) - Paulo Lopes Moreira (Reeleito).

## Filhos ilustres
- Padre Djalma Rodrigues de Andrade, 1º padre Itainopolense, Doutor em Teologia e Professor;
- Nivardo Paz, Cantor e Compositor;
- Frank Aguiar, Cantor, compositor, multi-instrumentista, apresentador, empresário e político;
- Emanuel Albuquerque, levou nome da cidade aparecendo na Rede Globo. Benemérito.